# Hugo Garten

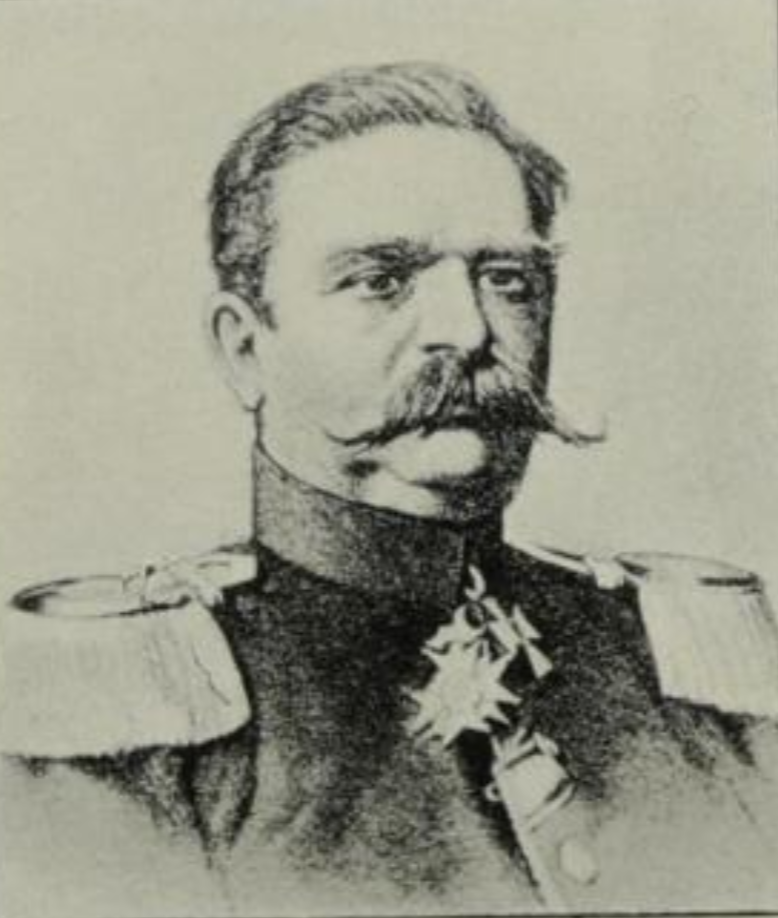
Hugo Garten

Hugo Garten (* 24. August 1817 in Schwarzenberg/Erzgeb.; † 3. Oktober 1893 in Dresden) war ein sächsischer Generalmajor.

## Leben
Garten wurde in der sächsischen Amtsstadt Schwarzenberg im westlichen Erzgebirge geboren. Nach dem Besuch der Schule in Schwarzenberg und des Gymnasiums in Zwickau schlug er als Kadett ab 1832 eine militärische Laufbahn in der Sächsischen Armee ein und wechselte 1837 als Leutnant nach Dresden. Hier wurde er 1846 Oberleutnant und Brigadeadjutant sowie 1853 zum Hauptmann im 14. Infanterie-Bataillon befördert. Nach seinem Wechsel als Major in das 4. Jäger-Bataillon wurde Garten 1865 mit dem Komturkreuz II. Klasse des Herzoglich Sachsen-Ernestinischen Hausordens sowie dem Ritterkreuz des Verdienstorden Adolphs von Nassau mit Schwertern ausgezeichnet. 1866 avancierte er zum Oberstleutnant und Kommandanten des 7. Infanterie-Regiments „Prinz Georg“ Nr. 106. Im gleichen Jahr erhielt er den Preußischen Kronenorden II. Klasse.
1868 wurde er zum Oberst und Kommandanten des 1. (Leib-)Grenadier-Regiments Nr. 100 befördert. Im Deutsch-Französischen Krieg 1870/71 wurde er nach dem Tod von Ernst Adolf von Craushaar am 19. August 1870 als Generalmajor Kommandeur der 1. Infanterie-Brigade Nr. 45. Für sein Wirken erhielt er beide Klassen des Eisernen Kreuzes und das Ritterkreuz des Verdienstordens mit Schwertern. Nach Kriegsende wurde er am 28. September 1871 mit 54 Jahren zur Disposition gestellt.
Seine letzte Ruhestätte fand Hugo Garten 1893 auf dem Inneren Neustädter Friedhof in Dresden.

## Familie
Er war verheiratet mit Anna Garten, die ihn überlebte und 1918 in Dresden verstarb. Über gemeinsame Kinder ist nichts bekannt.